# Serrat dels Llamps
El Serrat dels Llamps és un serrat al termenal dels municipis de Castellcir i Castellterçol, a la comarca del Moianès. És a prop del límit meridional de l'enclavament de la Vall de Marfà, al sud-oest de la casa de Marfà, a la dreta de la Riera de Sant Joan, al nord-oest del Sot dels Llamps i al nord de la masia de la Closella. En el seu extrem sud-occidental hi ha el Bosc Mitger, i en el nord-oriental, el Pla dels Pins. En el seu vessant sud-est es troba la Solella de la Closella. Un dels seus contraforts s'estén fins a tocar la Casa de Marfà.

El Serrat dels Llamps, respecte del terme de Castellcir